# 聯合國大會第172號決議
聯合國大會第一七二(二)號決議（United Nations General Assembly Resolution 172 (II)）是联合国大会于1947年12月14日条约与国际协定的登记及公布。

## 外部連結
- 联合国大会172(II)号决议 （页面存档备份，存于）